# 太阳之影
太阳之影来自一支来自乌克兰基辅的民谣金属乐队。曾参加多个乌克兰音乐节，包括西部音乐节、冰冷亚尔、班德施塔特、“她”音乐节、共和国、乌克兰伍德斯托克等等。它是15年来第一部由班杜拉琴手担任主要角色的摇滚乐队。
乐队的的主打歌曲是《哥萨克》。它被选为2016年欧洲杯乌克兰国家足球队的出场音乐。

## 历史

### 出道（1999-2002）
乐队最初由表兄弟谢尔盖和奥列克谢·瓦西柳克于1999年 6月13日成立。然后推出了第一首单曲《冬天》。乐队的名字来自于 1999 年 8 月的一次日食。随着谢尔盖以前同学安德烈·别兹列布里的加入，乐队开始活跃。2001年春天，录制了第一部录音室作品，一年后以《信仰的圣洁》为题发表。他们于6月25日在日托米尔的“新星雨”音乐节上首次公开演出。

### 《穿越荒野》和《边界之外》（2002-2005）
2002 年春，安德烈·别兹列布里离开了乐队。谢尔盖·瓦西柳克半年来独自创作，他受到《铁娘子》 、 《众神之塔》 、乌克兰原生态音乐的启发，沉浸在德米特里·雅沃尔尼茨基书中扎波罗热哥萨克人的世界里，乐队风格由原本的浪漫主义一变为重民谣风格，带有进步的鼓吹和明显乌克兰风味的歌词。建立在光荣的过去和艰难的现在的结合之上，“哥萨克摇滚”乐风就这样诞生了。
后来，两名吉他手安德烈·萨夫丘克和阿纳托利·日涅维奇加入了乐队，他们非常热衷于创建一支非典型金属乐队，当时大多数基辅的金属乐队都用俄语或英语演唱，但没有触及爱国主题。
彼得罗·拉德申科成为乐队的第一位鼓手。然而，乐队实际上在夏天已经解散了，谢尔盖不得不开始寻找新的音乐人。2003年8月，吉他手沃罗基米尔·曼那丘克、键盘手兼吉他手安德烈·哈夫鲁克和鼓手康斯坦丁·纳乌门科加入。在这期间，乐队计划了第一个大型音乐会项目，向前大步迈进。六个月以来，乐队一直在基辅理工学院的音乐厅中演奏。2004年8月末，太阳之影在“呼吸”音乐节竞赛中获得一等奖。此后，乐队开始录制与乐队同名的这张专辑，它的第一首单曲在摇滚电台、国家电台的节目中播送。康斯坦丁·纳乌门科离开了乐队，开始了自己的乐队“日出”。
2005年6月13日，太阳之影发行了以哥萨克主题为主的首张专辑《穿越荒野》。专辑由艺术机构“Exactly Yes!”发行。同年8月录制了一张demo专辑《边界之外》，其中收录了演唱会节目之外的其他歌曲：加入了更多艺术和前卫摇滚歌曲，融合了乌克兰神话的主题。 

### 《火焰之路》 (2005—2007)

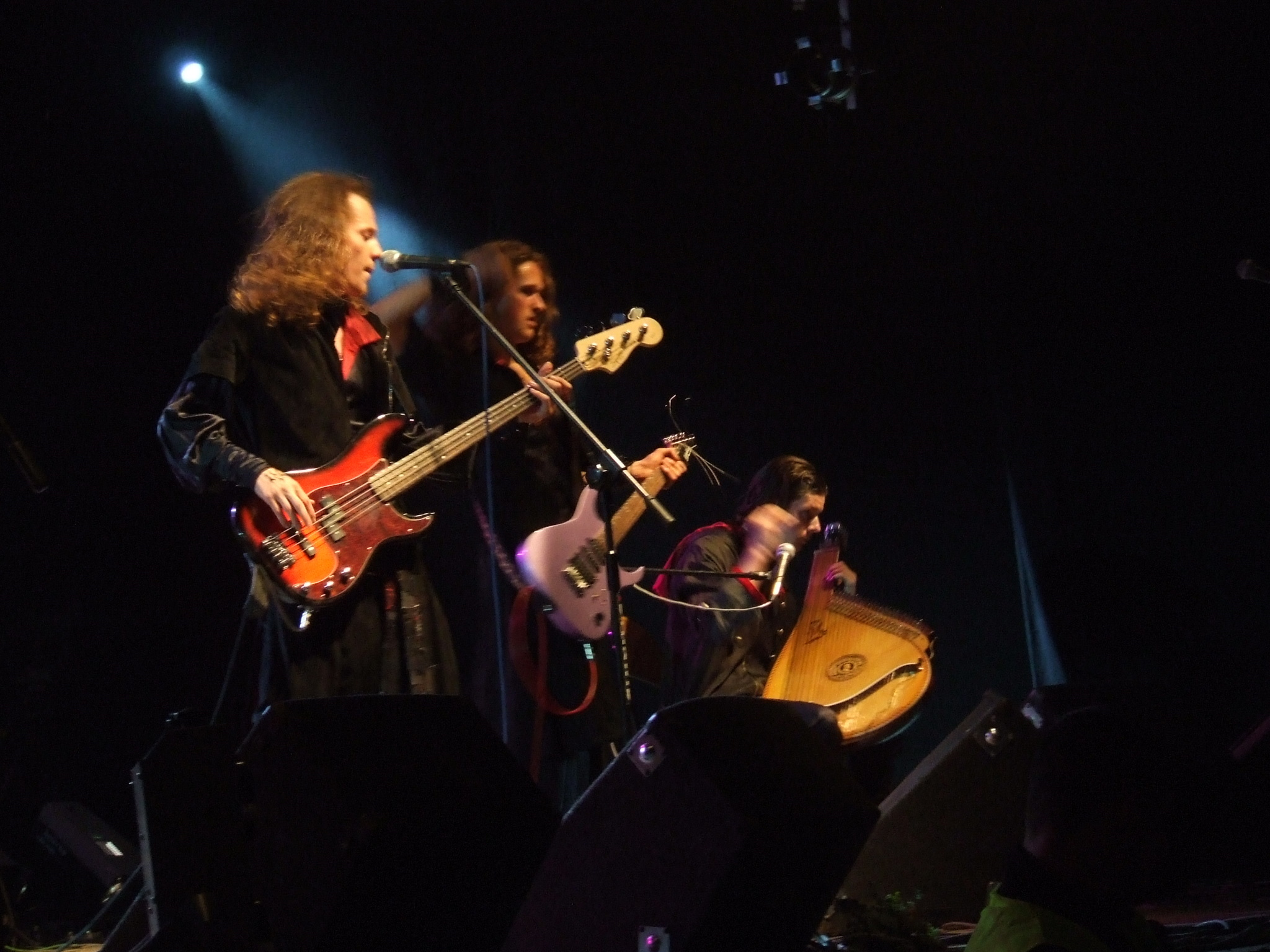
2007年7月21日Basovishche音乐节上的太阳之影

乐队决定用班杜拉和小提琴来丰富声音。2005年8月末，班杜拉手伊凡·卢赞和后来的小提琴手 娜塔莉亚·科尔钦斯卡加入了乐队。Serhiy Vasyliuk 创立了一个歌手乐队，将男声和女声组合成不同的歌曲。首先，Tetyana Serhiychuk 加入了乐队，但她很快被 Natalia Danyuk 取代。和她一起录制的单曲《Vanity》和《Field》立即成为乐队的热门歌曲。然而，在年底，乐队得出的结论是，最好将带有女声的歌曲分成一个名为The Enchanted World的平行项目。然而，由于缺乏时间和动力，这个项目被暂停了。
不过，2005年底的重头戏是参与了致敬专辑《神塔》《神之塔》。乐队历史上第一次翻唱白俄罗斯金属传奇的歌曲：乌克兰对歌曲“暮光之阳”的诠释是“楚盖斯特拉之歌”。 “太阳之影”的封面被公认为致敬的最佳歌曲，并将乐队带到了白俄罗斯舞台和热门游行“A Dozen Hits”。
2005年、2006年之交，组成发生了另一次变化。小提琴家 Natalia Korchynska 被 Sonya Rogalska 取代，她多年来一直是乐队的装饰品和不可替代的成员。此外，来自 Kamyansky的 Second Breath乐队的前队长兼吉他手 Kyrylo Momot 也加入了乐队。在作为鼓手演奏了几场音乐会后，他取代了主要吉他手的位置。西里尔参与了他的作品“第二次呼吸”的创作过程。这就是歌曲“Cossacks”和“Freedom”出现的方式，在“Shadows of the Sun”的改编中演出。 Cossacks 很快成为乐队的名片，后来又加入了新专辑《Flame Route》 。
随着安德烈·哈夫鲁克的弟弟的到来，对鼓手的长期搜寻结束了 ——弗拉基米尔，安德鲁终于“改变”了吉他上的琴键。在这个作品中（S. Vasilyuk、A. Havruk、V. Havruk、K. Momot、S. Rogalska、I. Luzan）开始制作下一张专辑“Flame Route” ，该专辑于2006 年在“普希金唱片”工作室录制“»。
2007年3月16日， Our Format艺术机构发行的新专辑在基辅的 Kyiv-Mohyla Academy 文化艺术中心举行。毫不夸张地说，演唱会售罄。听众对这张专辑的评价相当积极，其主题可以追溯到前基督教时代的俄罗斯哥萨克时代。这张专辑还包括对演示专辑“Beyond the Border”中歌曲的几首翻拍。这张专辑包括白俄罗斯诗人和音乐评论家 Vitavt Martynenko 翻译的白俄罗斯语版本的“Chugaistra 之歌”。
此后，《太阳之影》长期致力于音乐素材的改良，对老歌的改编。歌曲“The Wind Talks to the Grove”、“The Cossack Grave”、“The Free Sky”、“Our Madonna”和“The Baptism of the Werewolves”以更新的声音复活。 “太阳之影”受邀在乌克兰各个城市的音乐节演出，乐队访问了波兰和白俄罗斯。

### 《心之舞》（2008-2012）

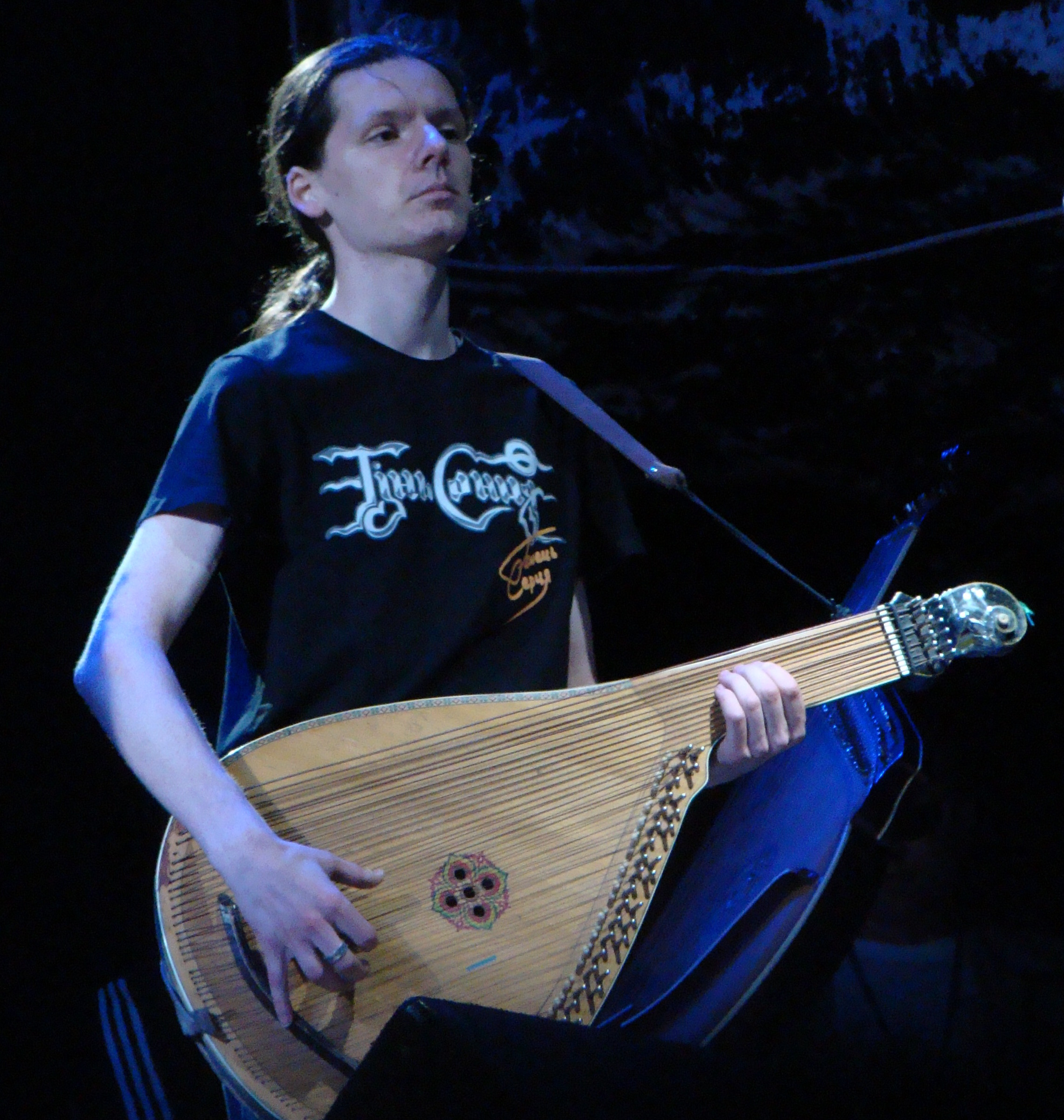
2011 年 7 月 22 日，在Pidkamin音乐节期间，Ivan Luzan 作为“Shadow of the Sun”乐队的成员

2008 年对乐队来说是危机的一年，这可以通过对乐队成功和失败的不同看法来解释。由于种种原因，创作路径与 Kirill Momot 不同。 2009 年底，小提琴家 Sonya Rogalska 离开乐队，选择古典音乐作为她创作活动的首要任务。索尼没有像样的替代品，所以在 2010 年，乐队回归了更金属的声音。吉他手 Oleksiy Demchenko 短暂地加入了乐队，后来贝斯手 Ivan Hryhoriak 也加入了乐队。 2010年初，Serhiy Vasyliuk发行了首张个人专辑《Hidden Face》 ，并进行了乌克兰个人巡演。
2010年6月，“Shadow of the Sun”为歌曲“My Moon”展示了他们的首张音乐录影带。 Anatoliy Popel 成为视频的导演。年底，年轻的吉他手、伊万·卢赞的兄弟米科拉加入了乐队。
2011年4月2日，专辑《 Dance of the Heart 》在基辅莫希拉学院发表 - 最多样化且有点类似于最佳歌曲的集合（它包括歌曲“Cossack Grave”和“Baptism of the Wolf”的新版本）。著名的乌克兰摇滚评论家 Oleksandr Yevtushenko 称赞这张专辑。
2012 年，乐队传统上在夏季音乐节上演出 - “West Fest”、“Banderstadt”、 “Embroidery Fest” 、 “Zashkiv”等。 Serhiy Gavara 先是临时替换了贝斯手 Ivan Hryhoriak，然后是永久替换，直到 2013 年底。年底，Andriy Havruk 离开乐队 - 最亮的人物之一“太阳的影子”。原因是个人原因。谢天谢地，这次的离去，虽然让粉丝们不爽，但依然没有从根本上影响到组合的活动。

### 《上帝熔炉中的雷霆》（2013-2014）
自 2013 年起，Ruslan Mikaelyan 担任“Shadow of the Sun”的独奏吉他手。在社交网络上展示新作品 - “当心难过”，作为新年假期的祝贺和献给克鲁蒂英雄的“永不哭泣”，时间为克鲁蒂战役95周年  .
2013 年 2 月 22 日在利沃夫，“太阳之影”在“奇美拉”俱乐部举办了一场座无虚席的音乐会。
4月4日，《太阳之影》携歌曲《哥萨克》在乌克兰足球锦标赛“迪纳摩”中央比赛开幕式上演出 - 矿工 。
2013年5月18日，在Serhiy Vasyliuk和志愿者团队等太阳之影团队的努力下，首届KYIV堡垒节在基辅举行了“夜色”等 。
2013 年秋季，乐队专注于录制新专辑，该专辑在 Ivan Luzan 的工作室“Soncesvit Studio”进行。尽管工作室中的互动非常出色，但 Serhiy 和 Ivan 之间存在显着的战略和意识形态差异。
专辑《Thunder in the Forge of God》于2014年2月15日在利沃夫发行 ，收录了著名作家创作的歌曲。尤其是《失败》这首曲子的文本是由乌克兰作家谢尔希·潘秋克 写的，歌曲《科萨里》的音乐是在乌克兰诗人Yakiv Shchogoliv 的诗歌上写的。这张专辑的展示就在尊严革命期间发生在独立广场上的特别悲惨事件之前。为了支持这张专辑，决定推迟部分巡演。

同年春，太阳之影停止与伊凡·卢赞的合作，取而代之的是尤里·米罗内茨 。
|                                                 | Про це важко говорити, і ми вирішили не виносити це назовні. Тепер ми граємо з Юрком Миронцем (він зі «Шпилястих кобзарів»). Юрко дуже гарно влився в колектив, подобається шанувальникам. У нього є свій стиль: в Івана він був більш готичний, а в Юрка — запальний, енергійний. Але так чи інакше, практично з усіма колишніми членами гурту ми лишилися в дуже добрих стосунках. |
| ——Сергій Василюк для сайту "Інтерв'ю з України" | |

2014年底，Mykola Luzan、Ruslan Mikaelyan和bandura演奏者Yuriy Myronets相继宣布离开乐队，后来组建了自己的乐队 。 Serhiy Vasyliuk 向歌迷保证乐队不会解散 。

### 《风雨之地》（2015-2016）
2015年1月上旬，新吉他手Ivan Hryhoriak（2014年8 月之前是贝斯手）和 Andriy Karmanovych宣布加入  。不久之后，一位新的班杜拉琴手格·斯洛博迪安也加入乐团。新阵容录制了许多新单曲。尽管成员改变，2015年的音乐会数量比上一年还要多：他们举办了60多场音乐会，其中很多都发生在战区。
巴赫穆特和库拉霍沃 的音乐会成为了一种装饰，而歌曲“战神之剑” （瓦西尔（日沃西拉）二月对杜马的演绎）甚至成为了非正式的“ATO 国歌”之一。武装部队的军人，聚集超过 1 YouTube 上的百万浏览量。
继乌克兰足协官网球迷投票后，歌曲《哥萨克》领先于热门歌曲《艾尔莎之海》 《起来！并开始陪同乌克兰国家足球队参加在法国举行的2016年欧洲足球锦标赛 。
2016 年之前，乌克兰著名拳击手Oleksandr Usyk都将《哥萨克》专门制定为他登上拳台时的伴奏，但在2016年，拳手对《哥萨克》作者发表了批评，因此后来改为采用Vasyl Zhadan的歌曲《兄弟》 。
2016 年，贝斯手Serhiy Gavara重返乐队，后来 Serhiy 的朋友、吉他手兼小提琴手 Anton Kotorovych 也加入了乐队。
2016 年 10 月 14 日，乌克兰保卫者日和代祷节推出了新专辑 - “Stormy Land”包含十首曲目，包括新版本的歌曲“The Wind Talks with a Grove”，该歌曲已经在演示专辑“Beyond the Border” 中，基于Taras Shevchenko的一首诗和国歌。OUN “我们出生在一个伟大的时刻” 。
专辑发行后，乐队在乌克兰巡回演出以支持新专辑。巡演从哈尔科夫开始，访问了包括ATO 区在内的20个城市，并呈现了乐队历史上最长的音乐会节目——大约两个半小时。

### 《魔法世界》（2017-2018）
当初，在2005 年，Enchanted World项目成为太阳之影中的一个独立团队。它有自己的表演，自己的素材，歌手娜塔莉亚·丹纽克出任主唱。然而，由于种种原因，该项目没有实现，只创作了单曲《徒劳》和《田野》  。因此，太阳之影决定将这些歌曲修饰一下，发行在单独的全长专辑 中。然而，专辑的最终版本并没有包括所有计划收录到副项目中的歌曲。
专辑发行前，乐队推出了三首单曲：2017年2月12日推出的《爱中之火》  ，6月17 日与克里斯蒂娜·帕纳肖克合作推出的《所有没有你的夜晚》  ，2018年9月29日推出的《秋天，你是我的春天》  。
2018 年11月1日，专辑正式发布 。除了克里斯蒂娜·帕纳肖克，专辑中还有其他几位受邀主唱，分别是Mysterya乐队的伊莲娜·瓦西连科（参与录制歌曲《我那么爱你》） 的和NOVI乐队的达莉亚·纳乌门科（演唱歌曲《在夜晚的手掌中》）  。

谢尔盖·瓦西柳克对这张专辑及其风格的描述如下 ：
|  | Це особлива сторінка нашої історії, тому що це по суті колекція усіх наших романтичних пісень за багато років. Деякі з них нові, інші мають довжелезну історію, а кілька з них входили до паралельного проєкту „Зачарований Світ“. Так вийшло, що в пам'ять про той проєкт, до якого руки так і не дійшли, ми вирішили назвати новий альбом. Одразу хочу заспокоїти наших фанів. Це не є відступом від наших музичних традицій. Скажімо так, це є розширенням обріїв. Ця романтика теж є доречною, особливо цієї осені, в цей досить непростий час. |

### 2020年代
2020 年，乐队以歌曲“ Slobozhansky Rock and Roll （页面存档备份，存于） ”参加了“这就是记忆的运作方式”运动，献给丹尼洛·迪迪克和所有为乌克兰独立献出生命的人 。